# Paramelomys lorentzii
Paramelomys lorentzii is een knaagdier uit het geslacht Paramelomys dat voorkomt op Nieuw-Guinea. Hij leeft in het zuidwesten, van zeeniveau tot op 780 m hoogte. Deze soort lijkt sterk op P. moncktoni, maar is wat groter, heeft wat kleinere staartschubben en een veel kortere staart. Hij heeft relatief korte en smalle voeten. Uit elke schub komen drie haren, waarvan de middelste het langste is. De schubben zijn relatief plat. De vacht is vrij zacht. De rug is bruinachtig, de flanken zijn wat lichter. De wangen zijn grijs tot geelbruin. Om de ogen zit een donkere ring. De buik is wit tot lichtgrijs; de scheiding tussen rug en buik is scherp.
De kop-romplengte bedraagt 125 tot 180 mm en de achtervoetlengte 29 tot 34.5 mm. Vrouwtjes hebben 0+2=4 mammae.